# Damageplan
Дамиџплан (енгл. Damageplan) је био хеви метал састав који су основали браћа Дајмбег и Вини Пол Абот пошто је укинута Пантера.
Постојао је до 2004. године, када је на једном концерту убијен Дајмбег Абот.
Састав је стигао да објави један студијски албум, New Found Power.

## Састав
- Патрик Лакман - вокал
- Дајмбег Дарел Абот - гитара
- Вини Пол Абот - бубњеви
- Боб Зила - бас гитара